# Date Movie
Date Movie is een filmparodie uit 2006 onder regie van Aaron Seltzer. Hierin wordt de draak gestoken met serieus bedoelde romantische komedies. Carmen Electra 'won' met haar rol de Golden Raspberry Award voor slechtste actrice, waarvoor ze op dat moment twee keer eerder werd genomineerd.

## Verhaal
Julia heeft nog nooit een succesvolle relatie gehad. Nu ze de ware vindt, denkt ze dan ook dat haar leven perfect is. Maar de problemen beginnen pas.

## Rolverdeling
| Acteur            | Personage                                 |
| ----------------- | ----------------------------------------- |
| Alyson Hannigan   | Julia Jones                               |
| Adam Campbell     | Grant Fockyerdogter                       |
| Sophie Monk       | Andy                                      |
| Eddie Griffin     | Frank Jones                               |
| Fred Willard      | Bernie Fockyerdogter                      |
| Jennifer Coolidge | Roz Fockyerdogter                         |
| Judah Friedlander | Nicky                                     |
| Carmen Electra    | Anne                                      |
| Tony Cox          | Hitch                                     |
| Meera Simhan      | Linda Jones                               |
| Marie Matiko      | Betty                                     |
| Beverly Polcyn    | Oude kattenvrouw                          |
| Valery M. Ortiz   | Jell-O                                    |
| Mauricio Sanchez  | Eduardo                                   |
| Tom Lenk          | "Frodo"                                   |
| Tom Fitzpatrick   | "Gandalf"                                 |
| Josh Meyers       | Napoleon Dynamite / Owen Wilson lookalike |

## Parodieën
De volgende films worden op de hak genomen:
- A Lot Like Love
- A Cinderella Story
- Say Anything...
- Never Been Kissed
- Moulin Rouge!
- Bridget Jones's Diary
- Meet the Parents
- Meet the Fockers
- Mickey Blue Eyes
- My Big Fat Greek Wedding
- Kill Bill
- Napoleon Dynamite
- Hitch
- Dodgeball: A True Underdog Story
- The Lord of the Rings: The Fellowship of the Ring
- King Kong
- Fight Club
- Harry Potter en de Steen der Wijzen (film)
- Along Came Polly
- Shallow Hal
- Mr. & Mrs. Smith
- X-Men 2
- When Harry Met Sally...
- Pretty Woman
- How to Lose a Guy in 10 Days
- Legally Blonde
- Jerry Maguire
- Notting Hill
- Sweet Home Alabama
- Monster-in-Law
- Mean Girls
- Spider-Man 2
- Star Wars Episode III: Revenge of the Sith
- Rent
- What Women Want
- Kevin & Perry Go Large
- White Chicks
- The Matrix
- Austin Powers
- The Princess Diaries
- The Birdcage
- The Notebook
- The Wizard of Oz
- Freaky Friday
- Bend It Like Beckham
- The Wedding Planner
- My Best Friend's Wedding
- Wedding Crashers
- Serendipity
- Rize
- She's All That
- Stick It
- The Omen